# Джейми Бърнет
Джейми Бърнет (на английски: Jamie Burnett) е шотландски професионален играч на снукър, роден в Хамилтън, Шотландия.
По време на квалификациите на Британско първенство през 2004 г. Джейми Бърнет постига впечатляващия брейк от 148 точки (максималният брейк е от 147 точки, но теоретично могат да бъдат направени и 155)! Това постижение Бърнет е единствено в официален мач и е постигнато в двубой срещу Лео Фернандес: След отсъден фрий бол, след фаул на съперника, Джейми Бърнет играе по кафявата топка, която в случая има цената на една точка. След това прави пълно разчистване на масата – 15 червени в комбинация с 12 черни, 2 розови и една синя + всички цветни. Коментарът на Джейми след историческия брейк бе: „Не зная как да реагирам след това, което направих! Отначало си помислих, че ще е голям брек, но после осъзнах, че влизам в историята“.
Джейми Бърнет успява да стане известен, въпреки че не успява да достигне почти никога телевизионните фази на турнирите от ранглистата.
През 1997 г. Джейми Бърнет успява да достигне четвъртфинал в Открито първенство на Германия.
През сезон 1997/98 доминиран от Стивън Хендри, Бърнет записва победи именно над Хендри, Стивън Лий и Марк Уилямс.

## Сезон 2009/10
| Турнир                    | Резутат | Спечелени пари | Ранкинг точки | Най-голям брейк | 100+ брейк | 50+ брейк | Брой спечелени срещи |
| ------------------------- | ------- | -------------- | ------------- | --------------- | ---------- | --------- | -------------------- |
| Шанхай мастърс 2009       |         | £              |               |                 |            |           |                      |
| Гран При 2009             |         | £              |               |                 |            |           |                      |
| Британско първенство 2009 |         | £              |               |                 |            |           |                      |
| Мастърс 2010              |         | £              |               |                 |            |           |                      |
| Първенство на Уелс 2010   |         | £              |               |                 |            |           |                      |
| Първенство на Китай 2010  |         | £              |               |                 |            |           |                      |
| Световно първенство 2010  |         | £              |               |                 |            |           |                      |
| Общо                      |         | £              |               |                 |            |           |                      |